# پیروزی (فیلم ۱۹۱۹)
پیروزی (انگلیسی: Victory) فیلمی در ژانر رمانتیک است که در سال ۱۹۱۹ منتشر شد. از بازیگران آن می‌توان به بن دیلی، جک هولت، والاس بیری، لان چینی، ویلیام ان. بیلی و جرج نیکولز اشاره کرد.